# Pseudoanthidium rotundiventre
Pseudoanthidium rotundiventre là một loài Hymenoptera trong họ Megachilidae. Loài này được Pasteels mô tả khoa học năm 1987.